# Gagrellula simaluris
Gagrellula simaluris is een hooiwagen uit de familie Sclerosomatidae.